# Derolus pexus
Derolus pexus là một loài bọ cánh cứng trong họ Cerambycidae.